# Inna Zyhanok-Tutukina
Inna Tutukina (* 24. Januar 1986 in Schowti Wody als Inna Zyhanok, ukrainisch Інна Циганок, russisch Инна Цыганок, international übliche Umschrift Inna Tsyganok) ist eine ehemalige ukrainische bzw. russische Triathletin. Sie ist ukrainische Staatsmeisterin des Jahres 2009 und war Mitglied der ukrainischen Nationalmannschaft.

## Werdegang

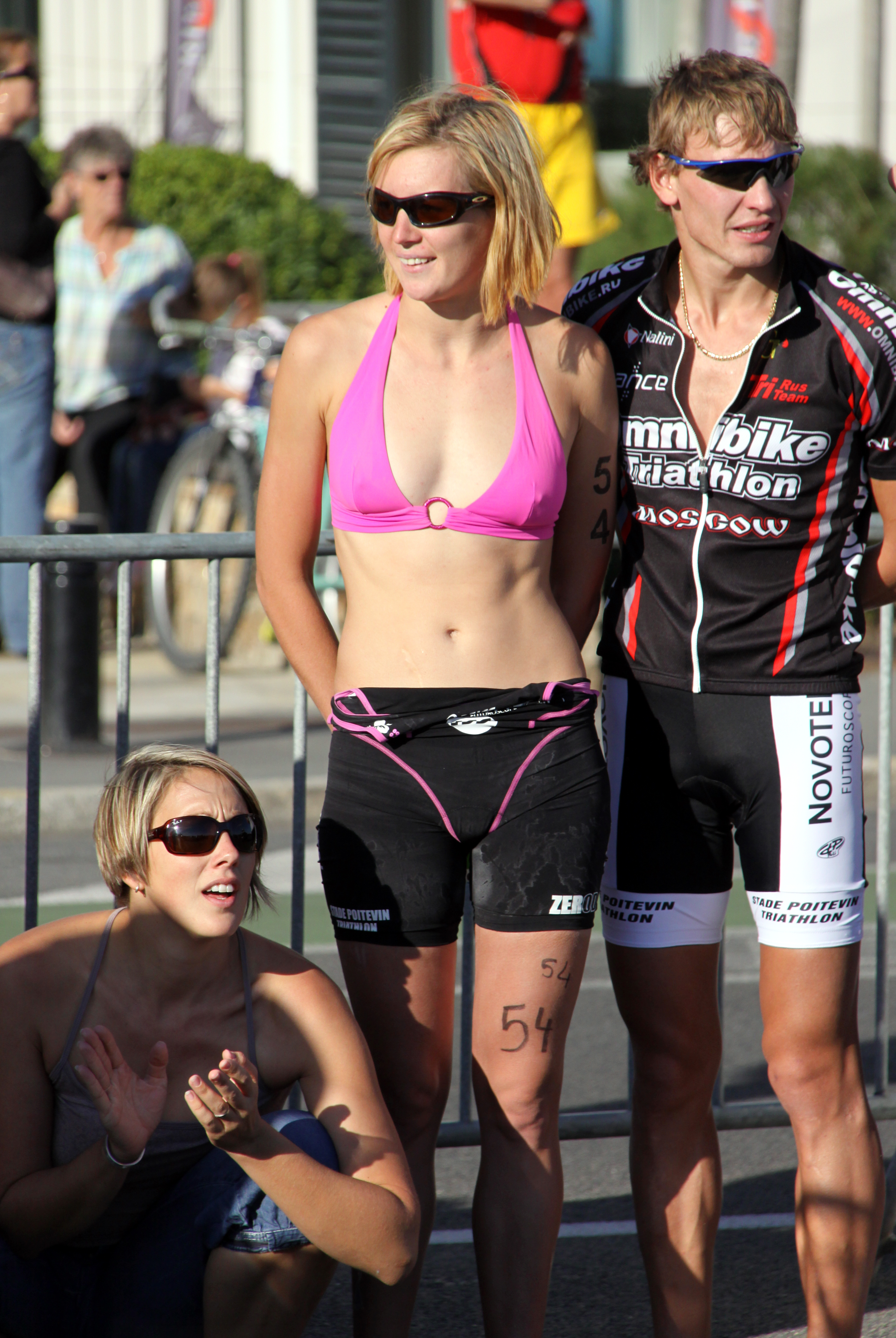
Inna Tsyganok mit ihrem Verlobten und späteren Mann Ivan Tutukin in La Baule, 2009

In den neun Jahren von 2002 bis 2010 nahm Zyhanok an 43 ITU-Wettbewerben teil und erreichte zwölf Mal Top-Ten-Plätze.
Im Jahr 2011 scheint in den ITU-Ranglisten keine Staatsangehörigkeit für Zyhanok auf, stattdessen wird ihr Status mit «ITU» angegeben. Der Ukrainische Triathlonverband nennt Zyhanok zwar weiterhin unter den Elite-Mitgliedern des Nationalteams, Zyhanok nahm aber ebenfalls an der russischen Staatsmeisterschaft in Pensa (27. Mai 2011) teil und wurde Dritte. Bis Juli 2011 trat Zyhanok international unter der im ITU-Reglement nicht vorgesehenen Bezeichnung „representing ITU“ an, seither ging sie für Russland an den Start.

### Französische Club-Meisterschaft 2009
Im Jahr 2009 trat Zyhanok als Elite-Verstärkung für den französischen Verein Stade Poitevin Triathlon bei zwei Bewerben der französischen Mannschafts-Meisterschaftsserie Lyonnaise des Eaux an.  Bei der Lyonnaise-des-Eaux-Abschlussveranstaltung in La Baule war Zyhanok mit ihrem 28. Platz die Beste ihres Sponsor-Vereins Stade Poitevin Triathlon.
Im Jahr 2010 nahm Zyhanok an drei der fünf Clubmeisterschafts-Rennen teil. In Beauvais (13. Juni 2010) wurde sie 19., in Tourangeaux (29. August 2010) 19. und in La Baule (Triathlon Audencia, 18. September 2010) 26. Damit war sie immer Beste oder Zweitbeste ihres Clubs. In Dünkirchen und Paris ersetzte Stade Poitevin Triathlon Zyhanok mit Natalja Sergejewna Schljachtenko, da Zyhanok an der Ukrainischen Nationalmeisterschaft teilnahm.
Im Jahr 2011 erreichte Zhao in Nizza (24. April 2011), dem Eröffnungstriathlon dieser Saison, Platz 20 und war Beste ihres Clubs. In Dünkirchen (22. Mai 2011) wurde Zyhanok 16. und war hinter Felicity Sheedy-Ryan Zweitbeste ihres Clubs.

### Mitteldistanz-Triathlon seit 2016
Im Juni 2016 wurde sie russische Vize-Staatsmeisterin auf der Mitteldistanz und im Juli 2017 in Bronnizy erzielte sie erneut den zweiten Rang.
Im Oktober 2018 konnte die damals 32-Jährige auf der Mitteldistanz mit dem Ironman 70.3 Turkey in Belek ihr erstes Ironman-70.3-Rennen gewinnen. Im November 2019 konnte Inna Tutukina diesen Titel erfolgreich verteidigen. 
Im August 2022 wurde die 36-Jährige auf der Mitteldistanz Zweite im Ironman 70.3 Astana.
Seit 2022 tritt Inna Tutukina nicht mehr international in Erscheinung.

### Privates
Seit 2015 ist die Mutter einer Tochter. 2016 heiratete sie den russischen Triathleten Ivan Tutukin (* 1986), mit dem sie bereits seit 2005 liiert war, und startete seitdem als Inna Tutukina. 

## Sportliche Erfolge
| Datum/Jahr    | Rang | Wettbewerb                                       | Austragungsort | Zeit     | Bemerkung                                            |
| ------------- | ---- | ------------------------------------------------ | -------------- | -------- | ---------------------------------------------------- |
| 19. Juli 2014 | 7    | RUS Triathlon National Championships             | Russland       | 02:00:37 | hinter der Staatsmeisterin Irina Alexejewna Abyssowa |
| 29. Okt. 2011 | 3    | ITU Triathlon European Cup                       | Eilat          | 02:13:23 | hinter der Britin Vanessa Raw                        |
| 21. Aug. 2011 | 20   | ITU Triathlon European Cup                       | Karlsbad       | 02:15:35 |                                                      |
| 21. Juli 2007 | 11   | ETU Triathlon European Championship U23          | Kuopio         | 02:09:47 | Triathlon-Europameisterschaft U23                    |
| 8. Juli 2006  | 29   | ETU Triathlon U23 European Championship          | Rijeka         | 02:23:04 |                                                      |
| 23. Juli 2005 | 12   | ETU Triathlon European Championship Junior Women | Alexandroupoli | 01:04:37 | Junioren-Europameisterschaft                         |
| 3. Juli 2004  | 20   | ETU Triathlon European Championship Junior Women | Karlsbad       | 01:12:42 |                                                      |
| 21. Juni 2003 | 26   | ETU Triathlon European Championship Junior Women | Karlsbad       | 01:14:58 |                                                      |
| 6. Juli 2002  | 21   | ETU Triathlon European Championship Junior Women | Győr           | 01:11:11 | Junioren-Europameisterschaft                         |

| Datum/Jahr    | Rang | Wettbewerb                                           | Austragungsort | Zeit     | Bemerkung                                  |
| ------------- | ---- | ---------------------------------------------------- | -------------- | -------- | ------------------------------------------ |
| 14. Aug. 2022 | 2    | Ironman 70.3 Astana                                  | Astana         | 04:36:36 |                                            |
| 3. Nov. 2019  | 1    | Ironman 70.3 Turkey                                  | Belek          | 04:27:29 |                                            |
| 28. Okt. 2018 | 1    | Ironman 70.3 Turkey                                  | Belek          | 04:24:59 |                                            |
| 2. Juli 2017  | 2    | RUS Middle Distance Triathlon National Championships | Bronnitsy      | 04:32:57 | Zweite hinter Arina Wladimirowna Schulgina |
| 19. Juni 2016 | 2    | RUS Middle Distance Triathlon National Championships | St. Petersburg | 04:39:42 | Zweite hinter Arina Wladimirowna Schulgina |

## Anmerkung
1. ↑  Nach anderen Quellen stammt Zyhanok, so wie auch Julija Jelistratowa, allerdings aus Schytomyr.